# Llista d'escultors romans
Aquesta és una llista arbitrària d'escultors romans:

## Assalecte
Assalecte (Assalectus) fou un escultor romà el nom del qual apareix a una estàtua d'Esculapi que es conserva.

## Coponi
Coponi fou un escultor romà autor de catorze estàtues de les nacions conquerides per Pompeu, que foren col·locades als pòrtics del teatre de Pompeu a Roma que donava accés a l'anomenat Porticus ad Nationes, construït per Pompeu i restaurat per August.

## Deci
Deci (Decius) fou un escultor romà que va construir un cap colossal al capitoli. Segurament va viure al segle i aC però no s'ha pogut determinar amb certesa.

## Fufi
Fufi (Fufius) fou un escultor romà. És conegut per una estàtua d'argila descoberta a Perusa el 1773 que representa a un deu de la llar cobert amb una pell de gos, i té a la seva base la inscripció:  C. FUFIUS FINXIT.

## Gai Corneli Filònic
Gai Corneli Filònic (Caius Cornelius Philonicus) fou un artista romà, treballador de la plata.
S'ha trobat el seu nom a una inscripció a objectes de mèrit a Narbona, que demostra que el treball de la plata era practicada amb cura per artistes de la Gàl·lia al segle i. Al mateix temps es van trobar altres inscripcions a gots i altres objectes de plata a la mateixa zona.

## Habbines
Habbines (Habinnas) fou un escultor monumental romà; les seves estàtues són esmentades per Petroni, del que es creu que fou un contemporani, per tant hauria viscut durant el segle i.

## Quimare
Quimare (Chimarus) fou un escultor romà que va viure al regnat de l'emperador Tiberi, i que va fer una estàtua de Germànic, probablement en bronze, amb la base de marbre.

## Salvi
Salvi (Salvius) fou un escultor romà.
El seu nom apareix a un costat d'una gran estàtua de bronze que representa un pi, que fou trobada als jardins vaticans al peu del mausoleu d'Hadrià mentre es feien les obres de l'església de S. Maria della Transpontina. La inscripció diu P. CINCIUS. P. L. SALVIVS, i per les inicials se sap que era un llibert.

## Tici
Tici o Titi fou un escultor romà el nom del qual apareix a dues inscripcions, una de les quals és al Museu del Louvre. Es sospita que el seu nom complet fou Tici Gemel (Titius Gmellus).